# Diaspidiotus wuenni
Diaspidiotus wuenni är en insektsart som först beskrevs av Karl Hermann Leonhard Lindinger 1923.  Diaspidiotus wuenni ingår i släktet Diaspidiotus och familjen pansarsköldlöss. Inga underarter finns listade i Catalogue of Life.